# Maurice Molho
Maurice Molho (Constantinopla, 17 de julio de 1922-París, 17 de junio de 1995) fue un romanista, lingüista, hispanista y cervantista francés.

## Infancia, Constantinopla y París
Sus padres, Rafael Molho y Raquel Hassid, se habían casado en Salónica el 28 de marzo de 1920. Su abuela materna pertenecía a la familia Capoano, una de las más ricas de la ciudad. Su padre era comerciante de tejidos en Constantinopla. Siendo todavía un niño sufrió una enfermedad que le dejó cojo y una mastoiditis que le causó la sordera de un oído. Para que pudiera ser atendido debidamente la familia se trasladó a París y allí Maurice estudió el bachillerato en el Lycée Carnot, graduándose en 1940.

## La II Guerra Mundial y España
Ante la amenaza alemana, su padre obtuvo la protección del consulado español por su origen sefardí y, con su nueva nacionalidad española, la familia consiguió cruzar la frontera, instalándose en Barcelona. En su Universidad, Maurice estudió filología románica y obtuvo su licenciatura en 1946. Uno de sus profesores, Martín de Riquer, le mostró un documento escrito en lengua provenzal que presentaba, además, características de otra distinta y le animó a estudiarlo. Con su pareja, Blanca González de Escandón, romanista como él, dedicaron unas vacaciones de verano a buscar documentación en archivos navarros. Lo que hallaron, una especie de koiné provenzal navarra y aragonesa, sería de gran importancia para los futuros estudios de Maurice.
El doctorado lo realizó en Madrid, bajo la dirección de Rafael Lapesa. Su trabajo consistió, precisamente, en la edición crítica de una serie de manuscritos navarros y aragoneses del Fuero de Jaca redactados en esa lengua común de pobladores francos del siglo XI situados en territorios ajenos a su modo de hablar. El 18 de octubre de 1954 su tesis doctoral obtuvo la calificación de sobresaliente y opción a Premio Extraordinario.

## Francia de nuevo y su consagración como filólogo
Regresó a Francia casado y con un hijo llamado Rafael. Entre 1955 y 1960, amplió sus estudios en la Sorbona con Pierre Fouché y, especialmente, con Gustave Guillaume, simultaneándolos con su trabajo como lector de español en el Institut d'Etudes Hispaniques. El 12 de abril de 1957 adquirió la nacionalidad francesa.
Fue profesor (chargé de conférences) de Filología hispánica en la Universidad de Burdeos desde 1960 y de Lengua y Literatura españolas en la de Limoges desde 1969. En 1971, obtuvo su doctorado ès Lettres en la Sorbona con Sistemática del verbo español (aspectos, modos, tiempos). Este trabajo, que lo consagra como lingüista, refleja la influencia de la teoría del lenguaje de su maestro, Guillaume, y lo revela como uno sus discípulos más inteligentes. Ese mismo año fue galardonado con el premio Honoré Chavée de la Academie des Inscriptions et Belles Lettres por sus trabajos sobre lingüística románica.
En 1972, obtuvo la cátedra (maître de conférences) de Lengua y Literatura españolas en la Universidad París IV-Sorbona, donde, en 1977, fundó el Centre d'Etudes Catalanes que dirigió hasta 1980.
Dedicó preferentemente su interés a la romanística hispánica y, en especial, a la catalana. Publicó numerosos estudios sobre lingüística, morfología y fonética históricas. Le apasionaba la literatura y la teoría literaria y trabajó sobre el Siglo de Oro, la picaresca, Cervantes, Góngora, Quevedo... Tradujo al francés el Lazarillo de Tormes, el Guzmán de Alfarache y el Coloquio de los perros. No menos importancia tienen sus obras sobre la teoría y la descripción lingüísticas elaborando, a partir de los años 80, lo que el llamó la lingüística del significante.

## Huella de su magisterio
Molho creó una escuela lingüística española en Francia: Jean-Claude Chevalier, Marie-France Delport, Michel Launay y Nadine Ly fueron algunos de sus discípulos más brillantes.

## Obras
- Linguistiques et langage, Bordeaux: Ducros, 1969.
- Sistemática del verbo español: aspectos, modos, tiempos, Madrid: Gredos, 1975, 2 vols.
- Introducción al. pensamiento picaresco, Madrid: Anaya, 1972.
- Cervantes, raíces folklóricas, Madrid: Gredos, 1986
- De Cervantes, Paris, Editions Hispaniques, 2005.
- Romans picaresques espagnols introduction, chronologie, bibligraphie par M. Molho; traductions, notes et glossaire par M. Molho et J.-F. Reille. Paris: Gallimard, 1994.
- Sémantique et poétique: à propos des Solitudes de Góngora Bordeaux: Ducros, 1969; traducido como Semántica y poética: (Góngora y Quevedo) Barcelona: Crítica, 1978
- Mitologías: Don Juan, Segismundo Madrid: Siglo Veintiuno de España, 1993
- Poetas ingleses metafísicos del siglo XVII, en coautoría con Blanca Molho. Barcelona: Acantilado, 2000.
- El Fuero de Jaca, Zaragoza: CSIC, 1964.